# Campeonato Sudamericano de Baloncesto de 1993
El Campeonato Sudamericano de Baloncesto de 1993 fue la trigésimo quinta edición del Campeonato Sudamericano de Baloncesto, el cual se realizó entre el 19 de mayo y el 6 de junio de 1993 en Guaratinguetá, Brasil, siendo la ciudad sede del campeonato por única vez. El vencedor del certamen fue la selección de Brasil, que pudo alzar el título por decimocuarta vez.

## Equipos participantes
- Argentina
- Brasil
- Uruguay
- Venezuela

## Posiciones finales
| Pos.              | Equipo    | V-D |
| ----------------- | --------- | --- |
| Medalla de oro    | Brasil    |     |
| Medalla de plata  | Argentina |     |
| Medalla de bronce | Venezuela |     |
| 4                 | Uruguay   |     |

| Bandera de Brasil |
| Campeón Brasil    |
| 14.vo título      |